# Lombe
Lombe (uitspraak Lombé) was een dorp aan de Surinamerivier op de plaats waar zich nu het Brokopondostuwmeer bevindt. Toen het stuwmeer onder water werd gezet, vanaf 1964, vertrokken de inwoners naar de dorpen Jawjaw (stroomopwaarts vanaf het stuwmeer) en Nieuw-Lombe (stroomafwaarts ervan).
Lombe kende ruim zevenhonderd inwoners.

## Geboren
- Dorus Vrede (1949-2020), onderwijzer, dichter, schrijver en zanger